# Q-Serie (Wohnbautyp)
Die Q-Serie war eine Serie von Typenbauten der DDR der 1950er und 1960er Jahre. Sie umfasste vom Q3 bis zum QX/Q7 mehrere Serien, die technisch traditionell erbaute Typenbauten wie den Typ L1 ablösten und mit denen das industrielle Bauen in der DDR begann. Sie illustrieren die Entwicklung von der Großblockbauweise hin zur moderneren Betonstreifenbauweise (bzw. Kleinplatte), die wiederum den Übergang zum Plattenbau ab den 1960er Jahren bildete. Von den kontinuierlich weiterentwickelten Entwürfen wurden vermutlich nur die Typen Q3A, Q6 und QX/Q7 gebaut.

## Geschichte der Q-Serie
Im Zuge der Typung wurde durch das Institut für Typung eine Reihe von Serien entwickelt, die konsequent auf das industrielle Bauen in Großblockbauweise optimiert wurden. Mitte 1956 wurden sechs verschiedene mögliche Serien vorgestellt, neben zweien in Längsbauweise (IW, L1 & L2) vier in Querbauweise, deren tragende Wände also die Querwände waren (IW, Q1-Q4). Nur der Typ L1 war noch darauf ausgelegt traditionell gemauert zu werden, entweder mit Hochlochziegeln oder Hohlblocksteinen.
Die Serien L2, Q1 und Q2 waren bereits zur Zeit ihrer Vorstellung nur noch als Vorschläge gekennzeichnet und wurden vermutlich nicht weiter entwickelt, L1, Q3 und Q4 hingegen wurden als Typenentwürfe weiter bearbeitet. Getypt wurden dann jedoch nur die Serien L1 und Q3. Auch der häufigere Typ TW, L4 bot noch diese Möglichkeit, erlaubte allerdings bereits auch mit Großblöcken gebaut zu werden. Beide Serien hatten darüber hinaus gemeinsam, dass sie in Längsbauweise gebaut wurden, die tragenden Wände also die Längswände waren, insbesondere die Außenwände.

### Q3 / Q3A

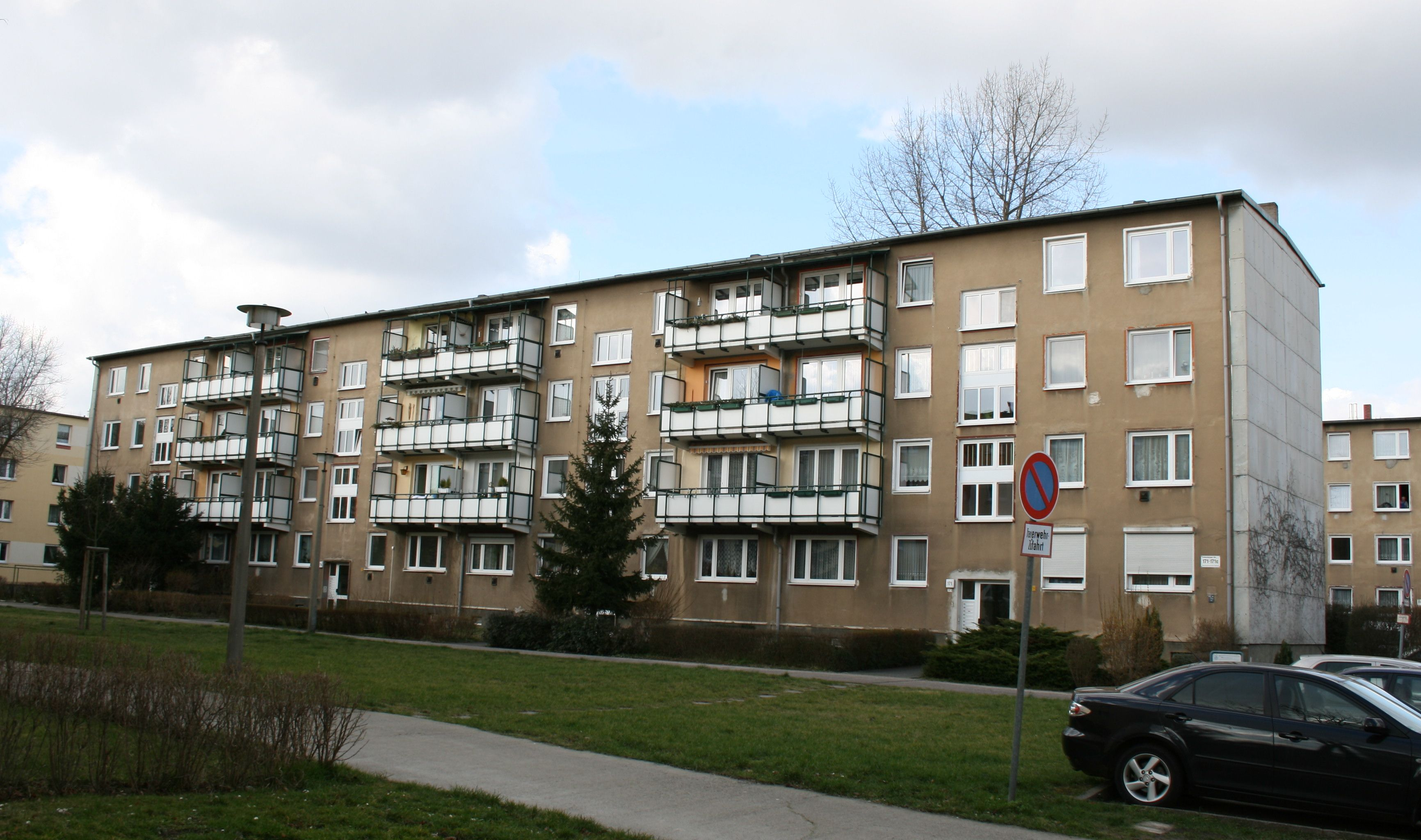
Vorderseite eines Q3A-Baus

Der Typ Q3 wurde in drei verschiedenen Varianten projektiert, als Zweispänner mit 2½-Zimmerwohnungen, als Zweispänner mit 2{\displaystyle {\tfrac {2}{2}}}-Zimmerwohnungen und als Dreispänner mit Zweizimmerwohnungen. Auf Einraumwohnungen wurde verzichtet. Alle Entwürfe enthielten Zentralheizungen, jedoch wurden auf Basis der gleichen Grundrisse alternative Entwürfe für Ofenheizung ausgearbeitet, diese Variante bekam den Namen Q3A. Letztere Variante setzte sich gegen den ursprünglichen Entwurf durch, da 1959 das Angebot an Typen reduziert wurde und nur noch viergeschossige Bauten mit Ofenheizung errichtet werden sollten.
Der Typ Q3 war vom Büro des Chefarchitekten von Groß-Berlin entwickelt worden und war speziell für den Berliner Raum gedacht. Er kam daher hauptsächlich in Ostberlin zum Einsatz, zwischen 1958 und 1965 wurden dort rund 28.600 Wohnungen in meist vier-, selten drei- oder fünfgeschossigen Q3A-Bauten errichtet. Die industriell gefertigten Blöcke und Deckenelemente der Häuser wurden im neu errichteten Betonwerk in der Berliner Ostseestraße hergestellt. Außerhalb Berlins sind Q3 und Q3A kaum zu finden, einzelne Bauten finden sich in den Bezirken Neubrandenburg und Frankfurt (Oder).

### Q4 bis Q6
Der bereits 1956 parallel zum Q3 vorgestellte Q4 war für die Stadt Hoyerswerda vorgesehen. Besonders war sein einheitliches Achsmaß von 3,60 m, das einen Bau sowohl in Quer- wie Längsbauweise ermöglicht hätte. Zur Zeit der Vorstellung war bereits eine Nullserie projektiert, bei der Typung Ende 1956 wurde der Q4 jedoch nicht mehr berücksichtigt. Ob er gebaut wurde, ist nicht bekannt.
Ebenso der Typ Q5 – gemeinsam mit der Serie L4 wurde sie 1957 als Typ für das Jahr 1958 angekündigt und vorgestellt. Auch hier ist nicht bekannt, ob sie je gebaut wurde.
Der 1959 vorgestellte Bautyp Q6 war eine Weiterentwicklung des Q3-Typs. Der Q6 bot auch Ein- bzw. Dreizimmerwohnungen, die Fassaden waren teilweise verputzt und er konnte mit Sattel-, Schmetterlings- oder Flachdach ausgeführt werden. Er wurde bis mindestens 1969 in der gesamten DDR gebaut, unter anderem mit rund 2000 Einheiten in Gera.

### QX/Q7

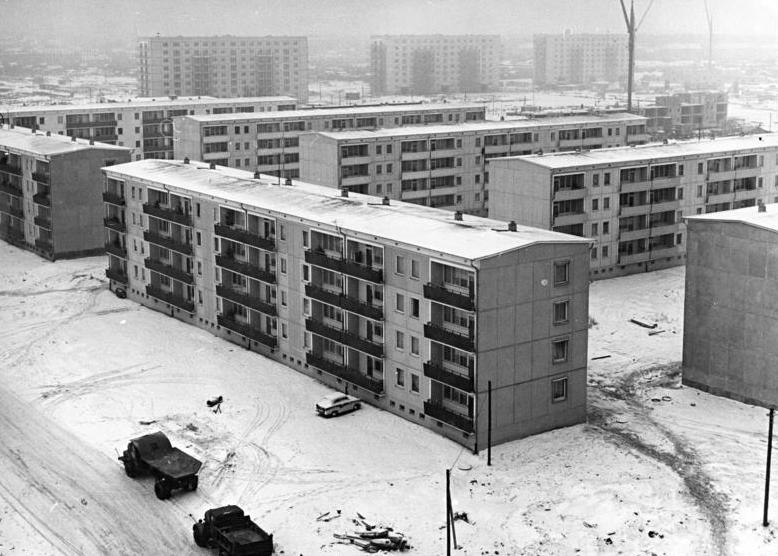
QX-Bauten in Berlin-Friedrichsfelde, 1963

Der 1960 eingeführte vier- bis fünfgeschossige QX-Typ, auch Q7 oder Typ Dresden genannt, wurde nicht mehr aus Blöcken, sondern wirtschaftlicher aus Betonstreifen geplant, damit war er technisch das fortgeschrittenste Modell der Q-Serie. Zwar wurden auch frühere Modelle der Q-Serie bereits mit Großplatten gebaut, diese wurden jedoch vor Ort gegossen. Mit dem QX, der aus Betonstreifen errichtet wurde, sogenannten Kleinplatten, konnte dies überwunden werden. Besonders war, dass die Wände zwischen den tragenden Wänden frei und variabel angeordnet werden konnten und so flexible Grundrisse ermöglichten, die Deckenspannweite betrug bis zu 6,60 Meter (Q6: 3,6 m). Auch die Fassaden konnten frei gestaltet werden
Im Hans-Loch-Viertel, der ersten Neubau-Großsiedlung Ost-Berlins nach dem Zweiten Weltkrieg in Friedrichsfelde, einem Ortsteil des Stadtbezirkes Berlin-Lichtenberg, sind neben einigen Q3A-Blöcken die meisten QX-Häuser zu finden. Daneben wurden QX in den Bezirken Cottbus und Frankfurt (Oder) gebaut. Trotzdem gibt es die QX-Reihe nur vereinzelt, da sie 1962 bereits wieder zurückgezogen wurde. Anlass war, dass sie variablere Raumbreiten erlaubte, ein Ministerratsbeschluss 1962 jedoch die Verringerung der durchschnittlichen Wohnungsgrößen vorschrieb.

## Technische Daten
Die Serien Q1 bis Q5 sind technisch äußerst ähnlich und unterscheiden sich im Wesentlichen nur durch ihre Grundrisse. Die Typen Q1 bis Q6 wurden alle in Groẞblockbauweise gebaut und gehören zur Laststufe 750 kg, keiner der Blöcke war also schwerer, was von Bedeutung für die zu verwendenden Baukrane war. Erst der QX wurde dann in Streifenbauweise gebaut und gehörte zur Laststufe 2,0 t. Mit der Q-Serie, vor allem dem Q3A und dem Q6, setzte sich erstmals das Bauen in Querbauweise durch. Hierbei wurde die Zimmerdecke, die aus Schwer- oder Spannbeton-Elementen bestand, quer zur Längsachse des Häuserblocks aufgelegt. Dadurch konnten für die Fassade wärmedämmende Leichtbaustoffe verwendet werden und zugleich teurere Materialien wie Zuschlagstoffe und Stahl gespart werden, was den Bau kostengünstiger werden ließ.